# Sztarominszkajai járás

A Sztarominszkajai járás a Krasznodari határterületen

A Sztarominszkajai járás (oroszul Староминский муниципальный район) Oroszország egyik járása a Krasznodari határterületen. Székhelye Sztarominszkaja.

## Népesség
- 1989-ben 41 524 lakosa volt.
- 2002-ben 41 097 lakosa volt, melyből 38 930 orosz (94,7%), 738 ukrán, 372 örmény, 170 cigány, 150 fehérorosz, 96 grúz, 65 tatár, 35 német, 29 görög, 22 azeri, 18 adige.
- 2010-ben 40 755 lakosa volt.